# لی لی (ورزشکار)
لی لی (انگلیسی: Lei Li؛ زادهٔ ۲۱ ژانویهٔ ۱۹۶۸) بازیکن سافت‌بال اهل چین بود.